# 大泊站
大泊站（日语：／ Ōdomari eki */?）是位於三重縣熊野市大泊町，東海旅客鐵道（JR東海）的紀勢本線車站。

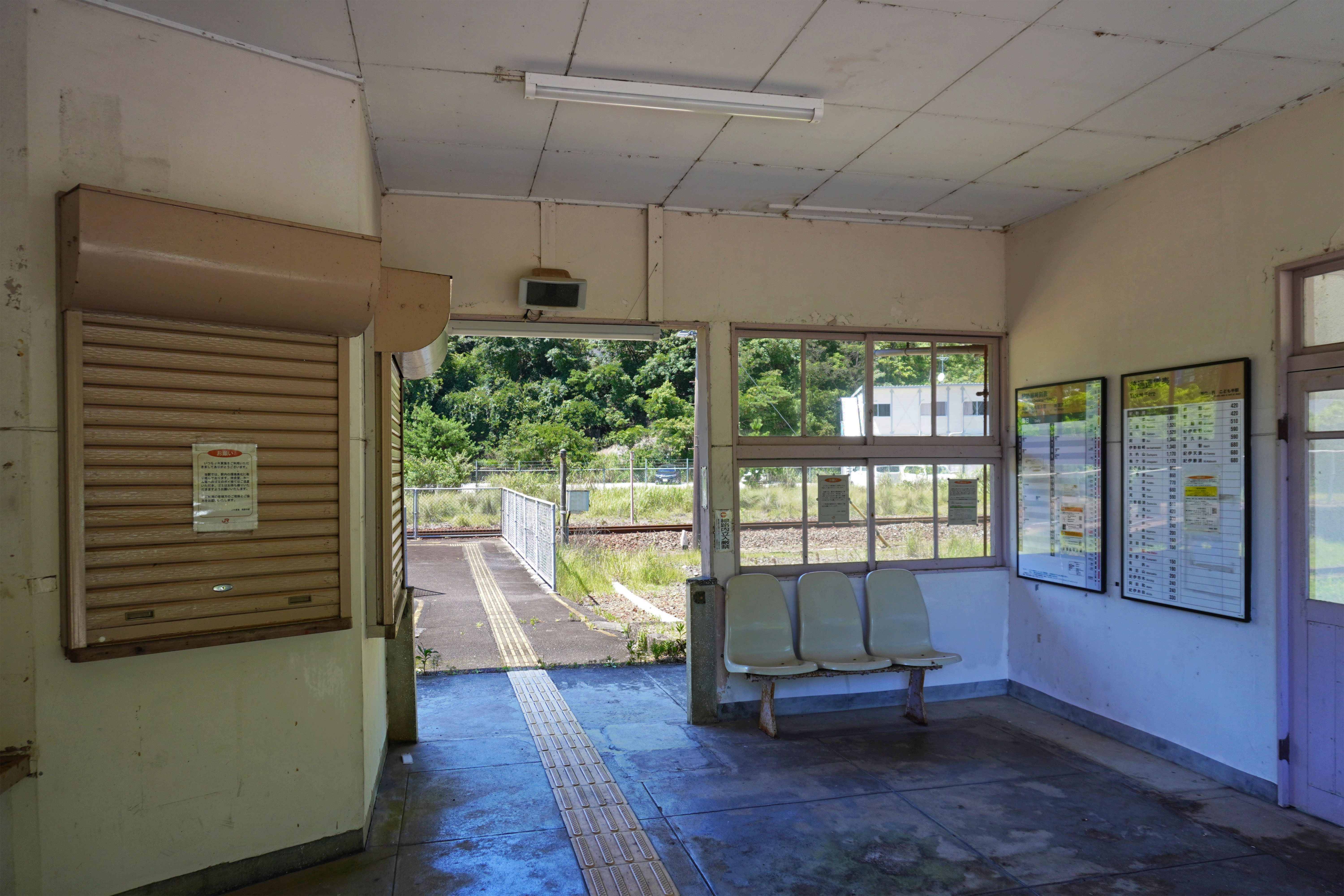
車站內部(2023年7月)

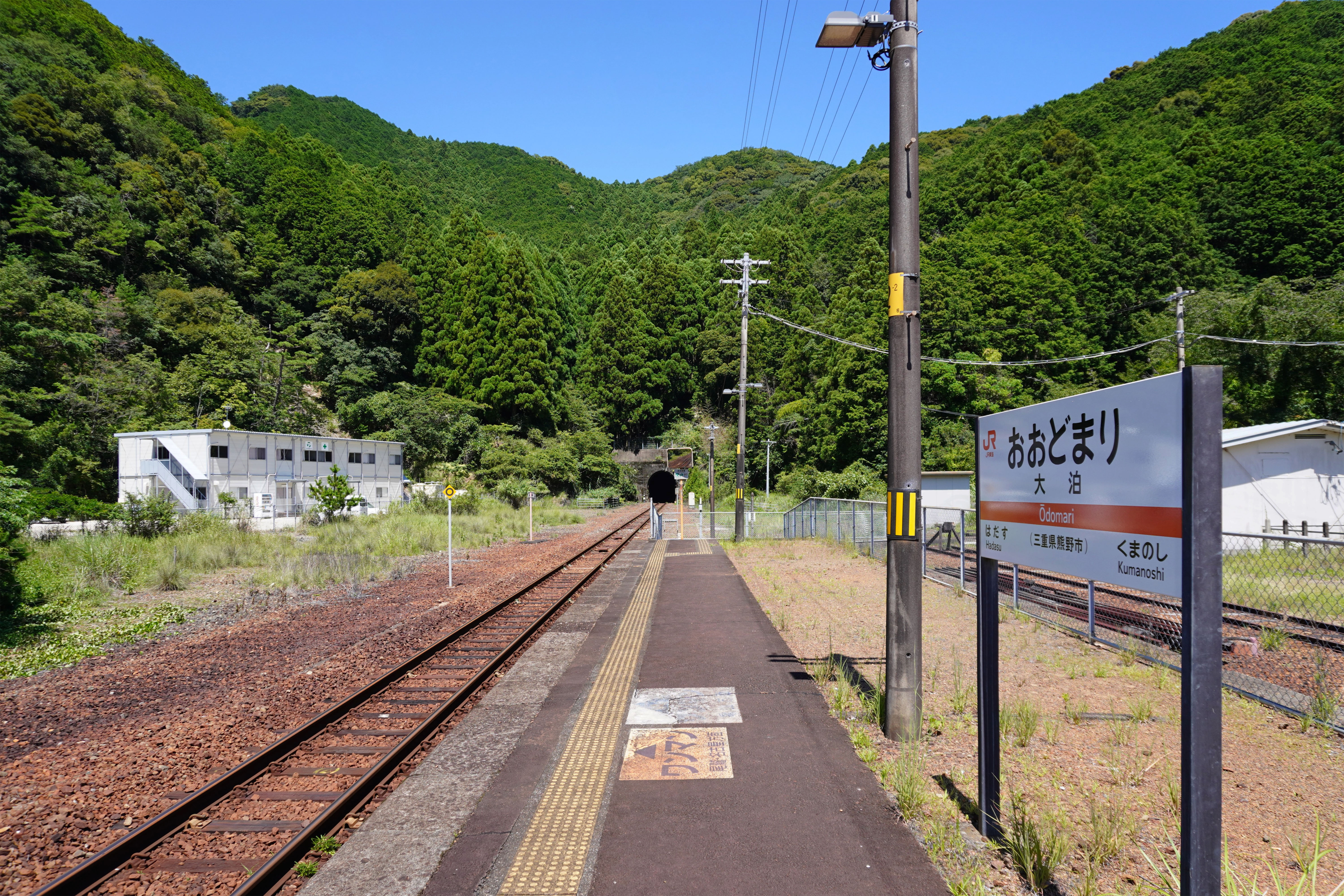
月台(2023年7月)

## 歷史
- 1956年（昭和31年）4月1日：國鐵紀勢西線紀伊木本站（現時為熊野市站）至新鹿站之間開通，此站啟用。
- 1959年（昭和34年）7月15日：三木里站至新鹿站之間開通，同時路線改名為紀勢本線[1]。
- 1983年（昭和58年）12月21日：不再提供行李裝卸服務[2]。
- 1986年（昭和61年）11月1日：成為無人車站[3]。
- 1987年（昭和62年）4月1日：伴隨國鐵分割民營化，車站由東海旅客鐵道（JR東海）營運[1]。

## 車站構造
本站設有1面1線的單式月台，為地上車站，也是由熊野市站管理的無人車站。車站西邊設有1條側線，以用作停泊維護路軌專用車輛。過去曾經是1面2線的島式月台結構，在現時側線以北曾設置了路軌，可進行列車交會。現時，月上的候車室之結構可得知此站曾經是島式月台。另外，附近設有供水泥公司使用的貨物側線。
開業當初的站房使用預鑄建築，站房的設計與附近的建築物差不多，但是規模較小。在站房中設有長期關閉的櫃臺。廁所在車站東邊。

## 使用狀況
根據「三重縣統計書」，以下列出近年1日平均乘車人次。
| 年度   | 一日平均 乘車人次 |
| ------ | ----------------- |
| 1998年 | 13                |
| 1999年 | 11                |
| 2000年 | 11                |
| 2001年 | 12                |
| 2002年 | 9                 |
| 2003年 | 9                 |
| 2004年 | 8                 |
| 2005年 | 7                 |
| 2006年 | 8                 |
| 2007年 | 7                 |
| 2008年 | 7                 |
| 2009年 | 8                 |
| 2010年 | 8                 |
| 2011年 | 8                 |
| 2012年 | 7                 |
| 2013年 | 6                 |
| 2014年 | 6                 |
| 2015年 | 7                 |
| 2016年 | 4                 |
| 2017年 | 6                 |

## 車站周邊
車站附近均為大泊的村落，建設在斜坡上。
- 大泊海灘 - 中上健次的小説『枯木灘（日语：枯木灘）』，主角秋幸曾經到訪此地。
- 太平洋水泥 熊野服務站
- 熊野警署（日语：熊野警察署） 泊駐在所
- 國道311號（日语：国道311号）
- 熊野尾鷲道路（日语：熊野尾鷲道路） 熊野大泊交流道
- 大泊駅周邊地圖（Mapion）

### 巴士路線
在國道311號上設有熊野市自主運行巴士「潮風Kahoru熊野古道線」路線，最近的巴士站於村落西邊的「大泊」巴士停（距離車站約500米）。
- 往三交南紀（日语：三重交通南紀営業所）（鬼城（日语：鬼ヶ城）東口、熊野市站前）
- 往二木島站（經新鹿站前、遊木）

## 相鄰車站
東海旅客鐵道（JR東海）
紀勢本線
波田須－大泊－熊野市

## 注腳
1. 1 2 3  曾根悟（監修）. 朝日新聞出版分冊百科編集部（編集） , 编. . 朝日百科週刊. 25號 紀勢本線、參宮線、名松線. 朝日新聞出版. 2010-01-10: 20–21.
2. ↑  「天王寺鉄管局、紀勢線と参宮線の駅業務を大幅削減へ」日本經濟新聞1983年6月29日，地方經濟面中部7頁
3. ↑  日本國有鐵道公示S61.10.30公140
4. 1 2  鐵路雜誌、木造站舍紀行（299號）. . Neko出版. 2008-06-23  [2016-02-14]. （原始内容存档于2015-05-11）.